# Кожно-оптическое восприятие

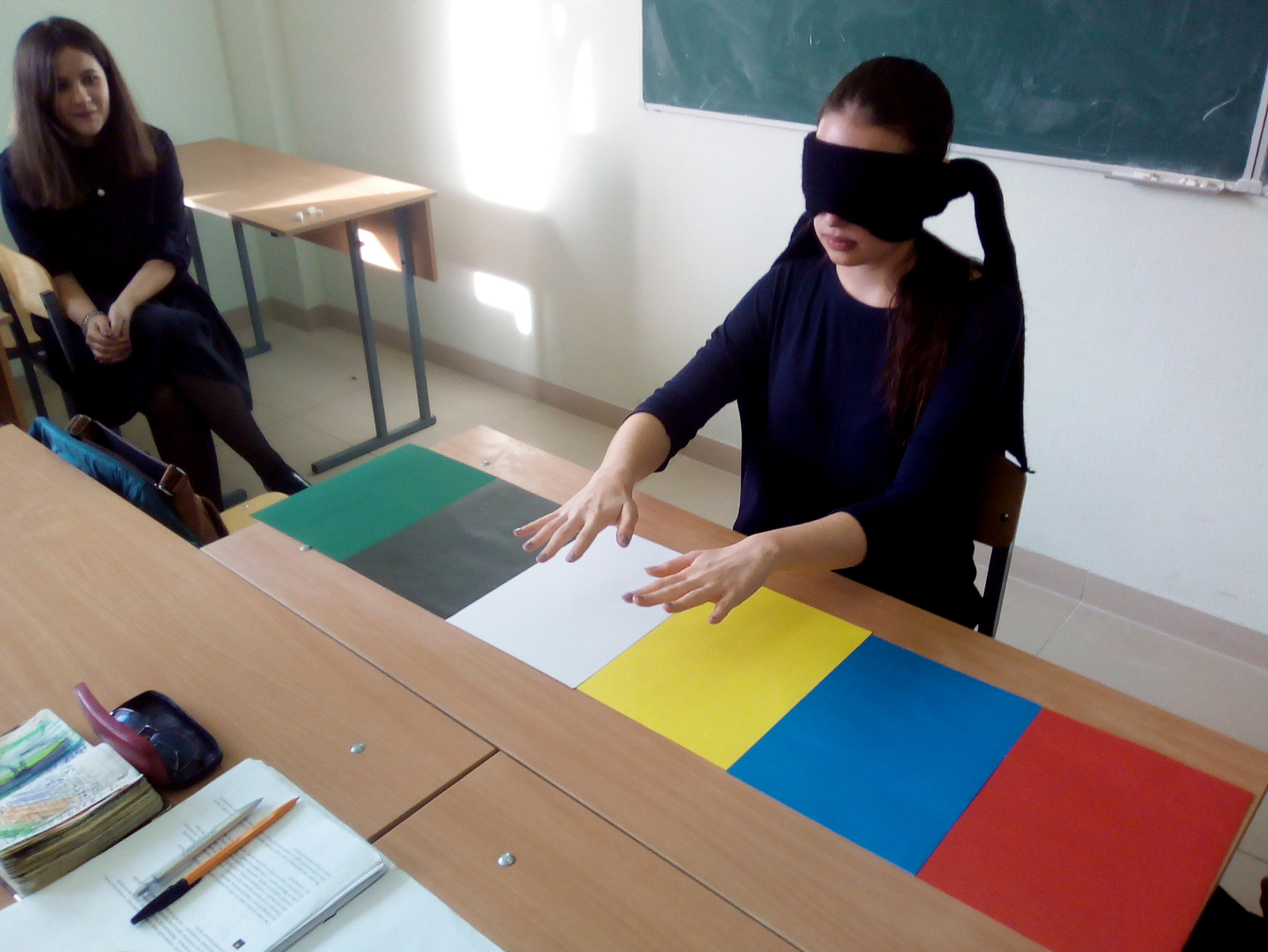

Ко́жно-опти́ческое восприя́тие, «кожное зрение», «альтернативное зрение» с помощью кожи (англ. dermo-optical perception, dermal vision, dermo-optics, eyeless sight, eyeless vision, skin vision, skin reading, finger vision, paroptic vision, para-optic perception, cutaneous perception, digital sight, bio-introscopy) — термины, используемые преимущественно в парапсихологии для обозначения предполагаемой способности кожи человека к восприятию текста, рисунков или цвета объектов различной природы. При этом предполагаются три формы кожно-оптического восприятия — контактная (при непосредственном касании объекта), дистантная (на некотором расстоянии) и проникающая (способность кожи «видеть» сквозь препятствия).
Во второй половине XX века был опубликован ряд работ, в которых исследователи пытались обнаружить либо существование особых светочувствительных рецепторов кожи, либо способность терморецепторов кожи к тонкой дифференциации излучения объектов, в том числе в инфракрасном диапазоне. Также предполагалось с помощью кожно-оптического восприятия доказать существование «экстрасенсорных» способностей человека. Однако не было обнаружено никаких достоверных данных в пользу всех этих гипотез.
В рамках биомедицины возникновение зрительных образов у бодрствующего человека в условиях исключения попадания изображения на сетчатку глаза связывают либо с одной из форм истерии, либо с феноменом синестезии (сходное явление — цветной слух).
Профессиональные иллюзионисты утверждают, что во всех известных им случаях попыток доказать существование феномена кожно-оптического восприятия наилучшим объяснением полученных позитивных результатов является нарушение методологии проведения экспериментов, не исключавшее банальное подглядывание, или использование известных трюков.
Наука категорически не признаёт существование каналов восприятия, не совместимых ни с одним из известных видов физических взаимодействий. Существование феномена «альтернативного зрения с помощью кожи» наукой отрицается.

## История научных исследований кожно-оптического восприятия
В XVII веке Роберт Бойль в книге Experiments and Considerations Touching Colours (1664) впервые опубликовал данные о человеке, ослепшем в двухлетнем возрасте в результате заболевания оспой, который предположительно был способен различать цвета объектов, пользуясь только прикосновением пальцев. В России первое сообщение о «зрении пальцами» появилось в научной прессе в 1898 году. В 1920 году французский автор Жюль Ромэн опубликовал сведения о том, что он назвал параоптическим восприятием.
В 1930-е годы под руководством академика А. Н. Леонтьева в психологических лабораториях Харькова и Москвы была проведена серия исследований по предполагаемому формированию кожно-оптического восприятия (в работах его сотрудников, таких как А. В. Запорожец, В. И. Аснин, Н. Б. Познанская, С. Я. Рубинштейн и В. Т. Дробанцева) и под наблюдением и в консультациях с психологами и физиологами, такими как академик Л. А. Орбели, профессора Б. М. Теплов, М. С. Лебединский, П. П. Блонский и А. И. Богословский. В этих исследованиях, по мнению экспериментаторов, была показана принципиальная возможность возникновения у человека «чувствительности кожи к видимым лучам в условиях внешнего поискового действия». Исследования кожно-оптического восприятия в исследовательской группе Леонтьева были прерваны с началом Великой Отечественной войны. Результаты всех четырёх серий этих исследований были впервые опубликованы в монографии А. Н. Леонтьева «Проблемы развития психики» (первое издание опубликовано в 1959 году и удостоено Ленинской премии за 1963 год; впоследствии книга выдержала ещё три издания в 1965, 1972 и 1981 годах).
В начале 1960-х годов предполагаемые явления кожно-оптического восприятия были обнаружены врачом-неврологом Первой городской больницы Нижнего Тагила И. М. Гольдбергом в результате наблюдений над пациенткой Розой Кулешовой. Серия наблюдений была описана в его статье «К вопросу об упражняемости тактильной чувствительности», опубликованной в журнале «Вопросы психологии» в 1963 году. После показа по телевизору демонстрации феноменальных способностей Розы Кулешовой, кожно-оптическое восприятие было обнаружено у Лены Близновой. Изучение упражняемости чувствительности кожи, начатое в исследованиях группы Леонтьева в конце 1930-х годов, было продолжено А. С. Новомейским на материале 80 зрячих, слабовидящих и слепых испытуемых. Впоследствии, в 1960-1980-х годах в СССР так называемое «кожно-оптическое чувство» изучалось коллективами психологов, физиологов и биофизиков (А. С. Новомейский, Я. Р. Фишелев и С. Н. Добронравов, Н. Н. Судаков, Д. К. Гилев, В. П. Зинченко, Н. Д. Нюберг).
По мнению ряда советских психологов середины XX века (академиков В. П. Зинченко, А. Н. Леонтьева, Б. Ф. Ломова и А. Р. Лурия), результаты экспериментов на Западе и в СССР давали основание заключить, что явление «кожного зрения» действительно существует и требует продолжения изучения этого феномена, принимая во внимание ряд существенных методологических недостатков у работ в этой области и неоднократные случаи шарлатанства. При этом относительно механизмов этого явления авторы затруднялись делать сколько-нибудь определённые заключения.
С конца 1970-х годов явления кожно-оптического восприятия изучались в лаборатории Института радиотехники и электроники коллективом физиков под руководством академика Ю. Б. Кобзарева, академика Ю. В. Гуляева и доктора физико-математических наук Э. Э. Годика. Одним из основных объектов, которые изучались в этом проекте, была Н. С. Кулагина.
По мнению большинства современных исследователей, Роза Кулешова и Нинель Кулагина в экспериментах середины XX века не показали ничего, кроме известных иллюзионистам трюков.
С конца восьмидесятых годов в харьковской гимназии для незрячих работает Виктор Мизрахи, который провел диссертационное исследование по теме «Психологические условия развития кожно-оптического восприятия цвета у слепых школьников» и защитил кандидатскую диссертацию в 1998 году в Институте дефектологии Украины.
Эксперименты, проведённые с середины 1990-х годов в Казани Р. Л. Исхаковым со зрячими людьми, позволили некоторым исследователям предположить существование феномена более широкого зрительного восприятия — «зрения вне глаз», несмотря на противоречие предполагаемого феномена общепринятым концепциям в областях физики и биологии. В недавней российской психологической литературе обсуждается возвращение интереса к ранним исследованиям формирования кожной чувствительности под руководством А. Н. Леонтьева, проведённым в 1930-е годы в Харькове и Москве.
В XX веке на Западе также был опубликован ряд работ, сообщавших о позитивных результатах экспериментов с кожным зрением — в США (R.P. Youtz, W.L. Makous, C.B. Nash, R.B. Buckhout, D.J. Weintraub) и Европе (Y. Duplessis). Однако в большинстве этих исследований были найдены недостатки в методологии проведения экспериментов, зачастую обнаруживалось, что испытуемые прибегали к обманному подглядыванию. После 1992 года на Западе не проводились исследования «кожного зрения». Европейские исследователи — Ларнер (2006), Бруггер и Вайсс (2008) — высказали мнение, что поиск нейробиологического базиса кожно-оптического восприятия является серьёзной задачей для современной нейрологии.
Позитивные результаты советских, российских и западных исследователей не были приняты научным сообществом из-за неповторяемости, отсутствия удовлетворительных объяснений феномена, ненадлежащей документации, сомнения в качественном контроле над исследованиями, возможности мошенничества и обмана во время экспериментов. Существование феномена «кожно-оптического восприятия» признано научно неподтверждённым. Критики относят работы в области подтверждения этого феномена к области парапсихологии и псевдонауки.

## Экспериментальная проверка

### Методология экспериментальной проверки
Для корректной проверки существования явления кожно-оптического восприятия необходимо исключить возможность получения информации о предлагаемых для «кожного просмотра» предметах через обычные органы чувств.
1. Зрение — необходимо применять непрозрачную маску, целиком закрывающую лицо и плотно прилегающую к коже[13] (простейший вариант — маска противогаза с надёжно затемнёнными стёклами). Если испытуемый утверждает, что «видит» рукой, можно использовать большой непрозрачный экран с рукавом (или непрозрачный мешок с рукавами на резинках, типа фотографического бокса), размещая по одну его сторону испытуемого, а по другую — стол с оригиналами (спланированные таким образом эксперименты были опубликованы в журнале Life за 1964 год).
2. Осязание — все экземпляры должны иметь одинаковый формат и структуру поверхности. Можно, например, покрыть предлагаемые рисунки прозрачной плёнкой или поместить их в застеклённые рамки. [источник не указан 5339 дней]
3. Возможность подсказки — экземпляры должны предъявляться вразбивку, перемешиваясь перед проверкой[59], а предъявляющий их человек не должен быть связан с проверяемым. При проверке нельзя допускать никаких разговоров.
4. Двойной слепой метод — заключается в том, что не только испытуемые, но и экспериментаторы остаются в неведении о важных деталях эксперимента до его окончания. Двойной слепой метод исключает неосознанное влияние экспериментатора на испытуемого, а также субъективизм при оценке экспериментатором результатов эксперимента. Двойной слепой метод используется также для научной проверки заявлений о паранормальных способностях, таких как способность читать мысли или определять цвет предметов без помощи зрения.

### Примеры
В ряде экспериментов, в которых якобы подтверждался феномен «кожного зрения», были обнаружены те или иные нарушения методики проведения исследований. В тех экспериментах, где методика тщательно соблюдалась, ни один из испытуемых не смог продемонстрировать статистически значимого количества удачных определений цветов, чтения или опознания рисунков. «Экстрасенсы», пытавшиеся получить премию фонда Джеймса Рэнди, также не сумели показать способность к «кожному зрению» в корректно поставленном эксперименте. Чаще всего подобные возможности демонстрируются различного рода иллюзионистами или шарлатанами, чьё контактное или бесконтактное «чтение кожей», многократно демонстрируемое на публике, — не более чем обыкновенный цирковой фокус.
В XXI веке на Украине и в России (Киев, Феодосия, Москва, Санкт-Петербург) создано несколько центров по обучению слепых детей «кожному зрению» по методу Вячеслава Бронникова. Было подготовлено несколько телевизионных передач и публикаций в прессе, однако за все годы деятельности В. М. Бронников не опубликовал ни одной научной статьи по кожно-оптическому восприятию в научных журналах. В 2002 году сотрудники Института мозга человека РАН, во главе с Н. П. Бехтеревой, провели исследование с целью проверить, действительно ли ученики Бронникова способны воспринимать изображения при условии, что их глаза закрыты маской из непрозрачного материала. Результаты экспериментов были опубликованы в журнале «Физиология человека». К удивлению научного сообщества, авторы исследования заявили о реальности феномена так называемого «альтернативного видения». При этом, признавая отсутствие прямых доказательств, авторы предположили, что «альтернативное зрение» осуществляется с помощью кожи.
Эта публикация вызвала широкий резонанс в научной среде и даже обсуждение на научном семинаре в Институте высшей нервной деятельности и нейрофизиологии РАН, на котором учёные, надевавшие маску, с негодованием говорили, что видят из-под её краев лучи света. Дискуссии с коллегами побудили директора Института мозга человека С. В. Медведева и его сотрудников разработать серию экспериментов с целью перепроверки результатов начального исследования. В итоге все основные выводы начального эксперимента были поставлены под сомнение, существование «кожного зрения» было однозначно отвергнуто, но Медведев отказался полностью дезавуировать данные начального исследования, заявив, что по всей вероятности ученики Бронникова способны видеть изображения в инфракрасном оптическом диапазоне. Однако это заявление совершенно не удовлетворило большую часть научного сообщества. Позже Медведев признал, что предполагает умелое подглядывание у учеников Бронникова.
Первый председатель комиссии РАН по лженауке академик Эдуард Кругляков называл метод Бронникова откровенным мошенничеством. В одной из посвящённых этому методу телепрограмм компании НТВ при монтаже было вырезано разоблачение метода — демонстрация одним из журналистов возможности подглядывания при используемых повязках для глаз. Новый глава комиссии академик Евгений Александров также считает дезавуированным «открытие» Бехтеревой возможности видеть без проекции изображения на сетчатку глаз.

### Возможная техника демонстрации трюка
Способ «чтения руками» может демонстрироваться следующим образом: испытуемый предлагает завязать себе глаза непрозрачной повязкой, и фокус состоит в том, что при завязывании глаза закрываются не полностью — из-за натягивания ткани на верхней части носа под внутренними углами глаз повязка не доходит до кожи. В результате испытуемый, скосив глаза к переносице и повернув соответствующим образом голову, может видеть предлагаемые изображения. Смотреть таким образом, конечно, неудобно, но цвета определять можно, а можно и опознавать рисунки и надписи, особенно если их число ограничено, а содержание заведомо известно. Возможны и другие уловки, как прямое подглядывание (например, при использовании специальной повязки), так и подсказки помощника заранее оговорённым словесным кодом, различение заранее подготовленных рисунков по запаху или по микрознакам, которые могут восприниматься наощупь (аналогично шрифту Брайля) и так далее.

### Научная библиография
- Познанская Н. Б. Кожная чувствительность к инфракрасным и к видимым лучам // Бюл. экспер. биологии и медицины. — 1936. — Т. 2, вып. 5.
- Познанская Н. Б. Кожная чувствительность к видимому и инфракрасному облучению // Физиологический журнал СССР. — 1938. — Т. XXIV, вып. 4.
- Леонтьев А. Н. Проблемы развития психики.— М.: МГУ, 1959
- Гольдберг И. М. К вопросу об упражняемости тактильной чувствительности // Вопросы психологии. — 1963. — № 1. — С. 35—40.
  - Gol’dberg I. M. On whether tactile sensitivity can be improved by exercise // Soviet Psychology and Psychiatry. — 1963. — № 2. — С. 19—23.
- Новомейский А. С. О природе кожно-оптического чувства у человека // Вопросы психологии. — 1963. — № 5. — С. 99—117. 
(см. тж. список публикаций А. С. Новомейского)
  - Novomeiskii A. S. The nature of the cutaneous optical sense in man // Soviet Psychology and Psychiatry. — 1964. — № 3. — С. 3—18.
- Бонгард М. М., Смирнов М. С. О «кожном зрении» Р. Кулешовой // Биофизика. — 1965. — Т. 10, вып. 1. — С. 48—54.
  - Bongard M. M., Smirnov M. S. The “cutaneous vision” of R. Kuleshova // Fed. Proc. Transl. Suppl.. — 1965. — № 24. — С. 1015—1018.
- Makous W. Cutaneous color sensitivity: explanation and demonstration // Psychological Review. — 1966. — № 73. — С. 280—294.
- Makous W. Dermo-optical perception // Science. — 1966. — № 152. — С. 1109.
- Zavala A., Van Cott H. P., Orr D. B., Small V. H. Human dermo-optical perception: colors of objects and of projected light differentiated with fingers // Perceptual and motor skills. — 1967. — № 25. — С. 525—542.
- Зинченко В. П., Леонтьев А. Н., Ломов Б. Ф., Лурия А. Р. Парапсихология: фикция или реальность? (недоступная ссылка — история) // Вопросы философии. — 1973. — № 9. — С. 128—136.
- Duplessis Y. Dermo-optical sensitivity and perception: Its influence on human behavior // Biosocial Research. — 1985. — № 7. — С. 76—93.
- Passini R., Rainville C. The dermo-optical perception of color as an information source for blind travelers // Perceptual and motor skills. — 1992. — Вып. 3 Pt 1, № 75. — С. 995—1010. — PMID 1454507.
- Мизрахи В. М. Психологические условия развития кожно-оптического восприятия цвета у слепых школьников // Диссертационная работа ... канд. психол. наук. — Киев, 1998. (idem)
- Sampaio E., Maris S., Bach-y-Rita P. Brain Plasticity: «Visual» acuity of blind persons via the tongue // Brain Research. — 2001. — № 908. — С. 204—207.
- Bach-y-Rita P., Tyler M. E., Kaczmarek K. A. Seeing with the Brain // International Journal on Human-Computer Interaction: Special Edition on Mediated Reality. — 2003. — № 15. — С. 285—296.
- Чуприкова Н. И. Об экспериментах А. Н. Леонтьева по формированию чувствительности к неадекватному раздражителю // Вопросы психологии. — 2003. — № 2. — С. 118—121. Архивировано 13 июня 2008 года.
- Larner A. J. A possible account of synaesthesia dating from the seventeenth century // Journal of the History of the Neurosciences. — 2006. — Вып. 3, № 15. — С. 245—249. Архивировано из оригинала 5 июня 2011 года.
- Brugger P., Weiss P. H. Dermo-optical perception: the non-synesthetic «palpability of colors». A coment on Larner (2006) // Journal of the History of the Neurosciences. — 2008. — Вып. 2, № 17. — С. 253—255.
- Yaroslavsky L., Goerzen C., Umansky S., Caulfield H. J. Optics-less smart sensors and a possible mechanism of cutaneous vision in nature (англ.) // Central European Journal of Physics. — 2010. — Vol. 8, iss. 3. — P. 455—462. — ISSN 1895-1082. — doi:10.2478/s11534-009-0132-7. — arXiv:0808.1225.
  - Yaroslavsky L. Digital Computational Imaging // Advances in Information Optics and Photonics / ed. by Ari T. Friberg, René Dändliker. — SPIE Press, 2008. — P. 209—227. — (International Commission for Optics, Vol. 6). — ISBN 9780819472342.

### Публикации по парапсихологии
- Novomeysky, A.S. (1963). «The nature of the dermo-optic sense.» Problems of Psychology. Sverdlovsk (USSR) No 5. — English translation: Int. Parapsychology Parapsychology Foundation Inc.: New-York, 7(4), 341—367, 1965.
- Duplessis, Y. (1975). «Jules Romains, precurseur des recherches actuelles sur la sensibilite dermo-optique.» Bulletin des Amis de Jules Romains. Universite de Saint-Etienne (France) — English translation: Jules Romains, Forerunner of Research on Dermo-Optics. Parapsychology Review, Parapsychology Foundation Inc., New York, 1(3).
- Duplessis, Y. (1974). Does para-optical perception exist? Impact: UNESCO Review, 24(4), 347—352.
- Duplessis, Y. (1978). Dermo-optic perception. Parapsychology Review, 9(6),23. An Addition. Parapsychological Review 10(1): 15, 1979.
- Benson H. (1967). Dermal-Optics. Int. J. Paraphysics 1(4),73—78.
- Benson H. (1983). Rotational Dermo-Optic. Int. J. Paraphysics 17(5—6), 104—110.
- Benson H. (1993). Direction of Moving Video Target. Int. J. Paraphysics 17(3-4), 72—82.
- Shiah & Tam (2005). Do Human Fingers «See»? —"Finger-Reading" Studies in the East and West. European Journal of Parapsychology, 20(2), 117—134

### Научно-популярные издания
- Львова Л. В. Альтернатива зрению // «Провизор». — 2004. — № 23.
- Львов В. Е. Фабриканты чудес.— Л.: Лениздат, 1974.